# Mohamed Soumaïla
Mohamed Soumaïla (ur. 30 października 1994 w Niamey) – piłkarz nigerski grający na pozycji lewego obrońcy. Od 2021 jest zawodnikiem klubu RC Champigneulles.

## Kariera klubowa
Karierę piłkarską Soumaïla rozpoczął w klubie Olympic FC de Niamey ze stolicy kraju, Niamey. W 2011 roku zadebiutował w jego barwach w pierwszej lidze nigerskiej. W debiutanckim sezonie został z nim mistrzem kraju. Następnie grał w: tunezyjskim Club Sportif Sfaxien i francuskich Olympique Noisy-le-Sec, US Raon-l’Étape i Bulgnéville-Contrex. W 2021 przeszedł do RC Champigneulles.

## Kariera reprezentacyjna
W reprezentacji Nigru Soumaïla zadebiutował 10 sierpnia 2011 w zremisowanym 3:3 towarzyskim meczu z Togo, rozegranym w Niamey. W 2012 był powołany do kadry na Puchar Narodów Afryki 2012, a w 2013 do kadry na Puchar Narodów Afryki 2013. Od 2011 do 2019 rozegrał w kadrze narodowej 32 mecze.